# Rodézia himnusza
Rodézia himnusza a Rise, O Voices of Rhodesia (Talpra, ó Rodézia hangjai) címet viselte, amely az egykori Dél-Rodézia brit gyarmat helyén létrejött Rodéziai Köztársaság hivatalos nemzeti himnusza volt 1974-től 1979-ig. Maga a himnusz valójában Ludwig van Beethoven 9. szimfóniájában található Örömóda adoptációja volt módosított szöveggel. Az Örömódát az Európa Tanács nemsokkal korábban, 1972-ben fogadta el Európa himnuszának.
A módosított szöveget Mary Bloom írta.

## Története

### Előzmények
Dél-Rodézia fehér gyarmati kormánya 1965-ben mondta ki az ország függetlenségét, miután a szomszédos Észak-Rodézia 1964-ben lett független Zambia néven, viszont a őslakos fekete többség került az országban hatalomra. Dél-Rodéziában a fehér kisebbség, Ian Smith vezetésével nem akarta elveszíteni korábbi hatalmi pozícióit, ezért egyoldalúan kikiáltották az ország függetlenségét Rodézia néven, 1965-ben.
Az új állam eleinte a Brit Nemzetközösség keretein belül képzelte el jövőjét, ezért a függetlenség első évtizedeiben a nemzeti himnusz is a brit himnusz, a God Save the Queen (Isten óvja a királynőt) maradt.
Azonban sem az ENSZ, sem Nagy-Britannia nem volt hajlandó elismerni Rodézia függetlenségét. A rodéziai fehéreket felháborította, hogy nemcsak a brit kormány, de II. Erzsébet is támogatta a fekete kormányok létrejöttét a függetlenedő gyarmatokon. Az állam 1970-ben a Nemzetközösségtől független köztársasággá nyilvánította magát.

### Az új himnusz elfogadása
A külföldi sajtó is némi gúnnyal észrevételezte annak iróniáját, miszerint a rodéziai állami ünnepségeken a brit himnuszt éneklik, s lojálisak Erzsébet felé, mégis Nagy-Britanniával diplomáciai harc zajlik a függetlenség kérdésében.
A kormány már 1968 novemberétől új nemzeti himnusz bevezetését kezdeményezte, amikor is új zászlót és címert fogadtak el Rodézia számára. Ennek ellenére a Rodézia Köztársaság 1970-es megalakulását követően mintegy négy évig nem volt az államnak hivatalos himnusza.
A döntés, hogy Beethoven Örömódájának dallamát választja Rodézia, rendkívül kínos volt az akkori brit munkáspárti kormányra nézve is, mivel bár nem ismerték el az államot, de tiszteletben kellett tartaniuk a döntést, mialatt a hivatalos európai rendezvényeken az európai himnuszt hallgatták.
Az Európa Tanács, bár nehezményezte a döntést, de nem tiltakozott ellene, tekintettel arra, hogy az Örömódát illető szerzői jogok már rég lejártak. Csupán annyi kikötéssel éltek, hogyha Rodézia a Karajan-féle zenekari átiratban használja a dallamot, úgy plágiumperre számíthat. Rodéziában ezért Ken MacDonald kapitány katonai zenekarvezető tizenhat ütemes átiratát használták.
Első fogadtatása a himnusznak vegyes volt. Számos fehér és fekete rodéziai lelkesedett a döntésért, mások viszont jobban örültek volna egy eredeti szerzeménynek. Rhys Lewis zenekritikus attól félt, hogy Rodéziát nevetségessé teszi a himnusz, mivel az Örömóda a nemzetek feletti testvériséggel kapcsolódott össze, miközben Rodéziát berendezkedése (az apartheid) miatt nem ismerték el a világ országai. Phinias Sithole fekete szakszervezeti vezető is megjegyezte, hogy ezzel a himnusszal a többségi lakosság nem fog tud azonosulni, minek folytán jogaikat a fehér állam korlátozza.
A külföldi sajtó gúnyosan bírálta a döntést, köztük Richard West brit újságíró is, aki a rodéziai fehéreket híres nyárspolgárok-nak nevezte, miszerint eléggé zavartkeltő, hogy Rodézia himnusza pont Beethoven Örömódájának a dallama.

## A szöveg
A dallamhoz megfelelő szöveg megírására a rodéziai kormány pályázatot írt ki, amelynek díja 500 rodéziai dollár volt.
A pályázat győztesét 1974. szeptember 24-én hirdették ki: a gwelói (ma Gweru, Zimbabwe) Mary Bloom szövege nyert, aki költőként és zenekritikusként is tevékenykedett, és aki 1947-ben költözött Dél-Afrikából Dél-Rodéziába.
Az eredeti szöveg:
Rise, O voices of Rhodesia,

God may we Thy bounty share.

Give us strength to face all danger,

And where challenge is, to dare.

Guide us, Lord, to wise decision,

Ever of Thy grace aware,

Oh, let our hearts beat bravely always

For this land within Thy care.

Rise, O voices of Rhodesia,

Bringing her your proud acclaim,

Grandly echoing through the mountains,

Rolling o'er the far flung plain.

Roaring in the mighty rivers,

Joining in one grand refrain,

Ascending to the sunlit heavens,

Telling of her honoured name.

## Használata
A himnusz használatban maradt Rodézia 1979-es bukása után is egy rövid ideig, amikor átmenetileg létrejött a Zimbabwe-Rodézia államszövegség, a többségi fekete lakosság uralmával.
1980-ban az ország Zimbabwe néven, immár nemzetközileg teljesen elismert módon függetlenné vált. Akkor új himnuszt vezettek be, a Nkosi Sikelel' iAfrika-t, amely 1994-ig használatban maradt.

## Lásd még
- Zimbabwe himnusza